# Cosa fai a Capodanno?
Cosa fai a Capodanno? è un film del 2018 diretto da Filippo Bologna.

## Trama
È la sera di Capodanno; Mirko e Iole, una coppia di ladri, ne approfitta per intensificare l'attività. Entrano in uno chalet di montagna, dove prendono in ostaggio i proprietari, Badara e Laura, che hanno organizzato una serata per coppie scambiste proprio a casa loro. Le altre coppie invitate sono Romano e Nancy (lui anziano e invalido, professore di filosofia del diritto e vecchio politico, e lei, ragazza depressa e drogata, senza una solida famiglia alle spalle), e Valerio e Marina, che durante il viaggio per raggiungere lo chalet si fermano per strada a causa di un incidente che ha coinvolto la mano di Valerio e pertanto non raggiungeranno mai la serata in tempo. Infine ci sono Domitilla e Iacopo, madre e figlio, che si fingono amanti, ma che in realtà raggiungono lo chalet con il solo scopo di rubare un quadro dipinto da un artista pseudofamoso, ex marito di lei, nonché padre di lui. La serata sarà lunga, ricca di equivoci e fraintendimenti, gioie e dolori, durante la quale verranno sollevate molte tematiche non sempre facili da affrontare.

## Accoglienza
Nelle prime quattro settimane di programmazione, ha incassato 810.000 euro, di cui 576.000 euro nel primo weekend.